# Ga Boten
Ga Boten (tiếng Trung: 磨丁站, tiếng Lào: ສະຖານີບໍ່ເຕັນ) là nhà ga đường sắt ở Boten, Lào. Đây là trạm dừng trung gian ở cực bắc và là trạm dừng cuối cùng ở Lào trên tuyến đường sắt Viêng Chăn – Boten. Nó được đánh dấu là nhà ga thứ 5 hoàn thành trên tuyến đường sắt Trung Quốc – Lào và khai trương cùng tuyến này vào ngày 3 tháng 12 năm 2021.